# Bleu noir (singolo)
Bleu noir è un singolo della cantautrice francese Mylène Farmer, pubblicato il 18 aprile 2011 dall'etichetta discografica Polydor.
Prodotto dall'artista americano Moby, Bleu noir è il secondo singolo estratto dall'album che porta lo stesso nome. Il videoclip della canzone è affidato a Olivier Dahan, celebre regista de La vie en rose e di alcuni videoclip dei Cranberries. Il video mostra Mylène Farmer ripresa in un campolungo che passeggia su un tapis-roulant mentre alle sue spalle le stagioni della vita si susseguono.

## Tracce
1. Bleu noir (Single version) - 4:05 [3]
2. Bleu noir (Instrumental version) - 4:05 [3]
3. Bleu noir (Jeremy Hills remix) - 3:23 [4]
4. Bleu noir (Jeremy Hills extended remix) - 4:36 [4]
5. Bleu noir (Jérémy Hills dub remix) 4:36 [4]
6. Bleu noir (Glam As You club mix) - 7:41 [4]
7. Bleu noir (Glam As You radio mix) - 4:06 [4]

## Influenza culturale
L'artista statunitense Moby, autore della canzone Bleu noir, ha utilizzato di nuovo la base di questa traccia (in una version più trip hop) per il suo nuovo singolo The Day che ha anticipato il suo decimo album studio Destroyed, pubblicato il 16 maggio 2011.